# 應大猷
应大猷（1487年—1581年），字邦升，号容斋，一號容庵。浙江仙居县下各村人。明朝政治人物，官至刑部尚書。

## 生平
应大猷登正德二年丁卯科举人，九年（1514年）甲戌科进士，任南京刑部主事。宸濠之乱平，以功升兵部职方司，不久任吏部稽勋司郎中。为官廉潔，“谢苞苴，杜请托”，“士有片善，急為揄揚。家無餘資，樂於賑施”。嘉靖六年（1527年），出任广东参政，再调任江西参政。以母老辭歸。嘉靖二十三年（1544年），应大猷升任云南右布政使，不久转为广东左布政使。
嘉靖三十一年十一月，任刑部尚书。世稱“應尚書”或“阴鸷尚书”。严嵩专权，户部郎中孙绘被谗下狱，大猷竭力營救，反遭嚴世蕃诬陷，嘉靖四十年告老還鄉。万历九年（1581年）九月六日，卒，年九十五。

## 家族
祖父應巨。外祖父王存忠，成化二十三年进士。弟應大桂，嘉靖丙戌進士。

## 著作
著有《周易传义存疑》1卷、《容庵集》10卷。